# Franco Bieler
Pour les articles homonymes, voir Bieler.
Franco Bieler (né le 6 décembre 1950 à Gressoney-Saint-Jean) est un ancien skieur alpin italien des années 1970, spécialiste des disciplines techniques. Il est le cousin de Wanda Bieler skieuse alpine italienne.

## Palmarès

### Coupe du monde
- Meilleur résultat au classement général : 11e en 1976
  - 1 victoire : 1 géant

### Saison par saison
- Coupe du monde 1973 :
  - Classement général : 42e
- Coupe du monde 1976 :
  - Classement général : 11e
    - 1 victoire en géant : Morzine
- Coupe du monde 1977 :
  - Classement général : 12e
- Coupe du monde 1978 :
  - Classement général : 54e

### Arlberg-Kandahar
- Meilleur résultat : 4e place dans le slalom 1977 à Sankt Anton